# Apateisme
L'agnosticisme apàtic (també anomenat agnosticisme pragmàtic) és un corrent fil·losòfico-religiós que es basa en la següent premissa: "Milers d'anys de debat no han demostrat, ni rebatut, la idea de l'existència d'una o més divinitats" (déus). Aquest punt de vista conclou que fins i tot si un o diversos déus existeixen, no semblen estar preocupats pel destí dels éssers humans. Per tant, la seva existència tindria poc impacte en els assumptes humans i, en reciprocitat, això fa que les persones haurien de tenir un interès teològic pobre.
Apateisme és un acrònim de les paraules apatia i teisme. També és conegut com a pragmàtica o crítica de com l'ateisme pràctic actua sobre l'apatia, el menyspreu o la manca d'interès cap a les creences, o la falta de creença en una deïtat.
Aquesta apatia descriu la manera d'actuar davant d'una creença o la manca d'una creença en una divinitat, de manera que s'aplica tant amb el teisme i amb l'ateisme. Un apateista també és algú que no està interessat a acceptar o denegar les reclamacions de si els déus existeixen o no existeixen. En altres paraules, un apateista és algú que considera que la qüestió de l'existència dels déus, ja que no és significativa ni rellevant per la seva vida.
L'apateisme pot tenir diverses conseqüències :
- Manca de motivació religiosa, en cas que hi hagi una creença en els déus aquesta no vindrà motivada per l'acció moral,
- Manca d'acció religiosa, o qualsevol altra forma d'acció;
- L'exclusió activa de la qüestió dels déus i la religió de la recerca intel·lectual i l'acció pràctica, o
- La indiferència, que portarà a la manca d'interès en els problemes dels déus i la religió;
- Afirmar que "La creença no està en el meu poder, si Déu vol que la gent cregui en ell, només ha de demostrar la seva existència. No hi ha res que els éssers humans puguin fer per provar l'existència d'un déu, i els déus són l'única força que pot provar la seva existència, per tant l'elecció de la fe humana no cau sobre les espatlles dels éssers humans, sinó a Déu"

## Història
Històricament, l'ateisme pràctic va ser considerat per algunes persones com una demostració de la insuficiència moral, la ignorància voluntària, i la impietat. Es deia que, els que es consideraven ateus pràctics, es comportaven com si Déu, l'ètica i la responsabilitat social no existís; que havien abandonat el sentit del deure i havien abraçat l'hedonisme. Segons el filòsof catòlic francès Étienne Born, L'ateisme pràctic no és la negació de l'existència de Déu, sinó una completa impietat d'acció, és un mal moral, que implica no la negació de la validesa absoluta de la llei moral, sinó simplement la rebel·lió contrària a la llei.

## Manca de motivació religiosa
La moral és present a la societat humana i no es basa en la religió per ser part de l'experiència humana. L'existència o inexistència d'un déu no té cap efecte sobre les accions dels éssers humans i, de fet, pot causar més patiment que benefici. Els apateistes reconèixen que la religió pot oferir una "comoditat" per a moltes persones de tot el món, però els apateistes no necessitem la religió, ja que es conformen a aplicar la moralitat a les seves vides.

## Indiferència
Un exemple d'indiferència, filosòficament parlant, es resumeix en la següent frase que un apateista indiferent diria: "Atès que l'existència de Déu no pot ser provada, ni pot ser refutada, no vaig a perdre el meu temps fent preguntes a les quals no rebre resposta".
L'origen d'aquesta creença podria estar en Immanuel Kant que en la seva Crítica de la raó pura defensa que totes les religions són indistintament iguals en valor. Kant argumenta que la indiferència representa una forma extrema de l'Escepticisme el qual manté que no hi ha base racional per donar com a vàlida cap posició filosòfica. Aquesta posició sovint s'associa amb el "relativisme moral".
L'Enciclopèdia catòlica relaciona la filosofia de la indiferència amb l'Ateisme, el materialisme, el panteisme, així com amb el pluralisme religiós tal com va ser exposat per Rousseau.
El filòsof Daniel Dennett ha postulat que un percentatge significatiu dels que es consideren creients en les diverses fes o religions, només participen dels rites com a forma de socialització però, en el fons són des del punt de vista filosòfic, apateistes.

## El dubte sobre els fets atribuïts a Déu
Moltes religions es va fer populars a causa de "miracles" o "actes de Déu". A la Bíblia, Jesús i els seus apòstols van ser aparentment agraciats per Déu què els va concedir poders per convèncer els seguidors de la seva existència. Aquests poders consistien a curar els malalts, donar vista als cecs, caminar sobre l'aigua, i ressuscitar d'entre els morts. Sense aquests actes de Déu, és possible que ningú no hauria cregut en el cristianisme. Encara que no s'ha demostrat si aquestes gestes realment van succeir, si Déu volia que la gent cregués en ell, hagués hagut de demostrar la seva existència i explicar als éssers humans el que ell vol que fem. Partint de la idea que Déu és totpoderós, si de veritat volia portar que l'ésser humà hi cregués, podia enviar un senyal diví clar; però se'n pot deduir que no sembla importar-li si els éssers humans creuen o no. Els apateistes no mostraran interès fins que Déu mostri una raó clara per fer-ho.

## Cites relacionades
Al segle xviii el filòsof francès Denis Diderot, quan el van acusar de ser ateu, va replicar que ell simplement no n'estava interessat en si Déu existeix o no. I en una resposta a Voltaire, va escriure: "És molt important no confondre la cicuta amb el julivert, però no és tan important creure o no en Déu."
Jonathan Rauch va descriure l'apateisme com "una desinclinació a interessar-se per tot el que té a veure amb la religió pròpia; i una desinclinació, fins i tot major, per la religió dels altres".